# Google Health
Google Health è un servizio di Google lanciato nel 2008 e interrotto dal 1º gennaio 2012, che consentiva alle persone di archiviare e gestire le proprie informazioni mediche in un'unica posizione. Google concluse le attività di questo servizio per mancanza di diffusione dello stesso.
Le informazioni volontarie potevano comprendere "condizioni di salute, farmaci, allergie e risultati di laboratorio". Una volta inserite, Google Health utilizzava le informazioni per fornire all'utente una cartella clinica personale globale, informazioni sulle condizioni e possibili interazioni tra farmaci, condizioni di salute e allergie. L'API di Google Health era basato su un sottoinsieme del Continuity of Care Record.

## Storia
Google Health era in fase di sviluppo dalla metà del 2006. Nel 2008, il servizio è stato sottoposto a un test pilot di due mesi con 1.600 pazienti della The Cleveland Clinic. A partire dal 20 maggio 2008, Google Health è stato reso disponibile al pubblico come servizio in fase di beta test.
Il 15 settembre 2010 Google aggiornò il servizio dandogli un nuovo aspetto.
Il 24 giugno 2011 Google annunciò il ritiro di Google Health dal 1º gennaio 2012 e i dati salvati sarebbero stati disponibili per il download fino al 1º gennaio 2013. Il motivo per cui Google decise di abbandonare il progetto fu la mancanza di un'adozione diffusa.

## Partner
Google Health, come molti altri prodotti Google, era gratuito per i consumatori. A differenza di altri servizi Google l'applicazione non conteneva pubblicità. Google non rivelò mai come avrebbe voluto rendere economicamente proficuo il servizio, ma un articolo del Wall Street Journal disse che Google "non avrebbe escluso la "pubblicità" per il futuro". Google depositò la domanda di brevetto statunitense n. 20070282632, "Metodo e apparecchi per la pubblicazione di annunci pubblicitari in un sistema di cartelle cliniche elettroniche".
Google Health avrebbe potuto importare informazioni mediche e/o prescrizione di farmaci dai seguenti partner: Allscripts, Anvita Health, The Beth Israel Deaconess Medical Center, Blue Cross Blue Shield del Massachusetts, The Cleveland Clinic, CVS Caremark, Drugs.com, Healthgrades, Longs Drugs, Medco Health Solutions, Quest Diagnostics, RxAmerica e Walgreens.
Gli utenti avrebbero dovuto inserire manualmente i propri dati o pagare per fare eseguire il servizio a un partner di Google Health. MediConnect Global era uno di questi partner che, a pagamento, recuperavano le cartelle cliniche di un utente da tutto il mondo e le aggiungevano al suo profilo.
Da gennaio 2010, la bilancia Withings WiFi Body consentiva agli utenti di Google Health di aggiornare senza interruzioni il loro peso e altri dati ai loro profili online.
In risposta alla richiesta di maggiore praticità, Google Health iniziò a stabilire relazioni con i fornitori di telemedicina che avrebbero consentito ai propri utenti di sincronizzare i dati condivisi durante le consultazioni con le proprie cartelle sanitarie online. A quell'epoca, erano state create partnership con le seguenti società: MDLiveCare e Hello Health.

## Problemi di privacy
Google Health è stato un servizio opt-in, il che significa che potrebbe accedere solo le informazioni mediche volontariamente da individui. Non ha recuperato alcuna parte delle cartelle cliniche di una persona senza il suo esplicito consenso e azione. Tuttavia, ha incoraggiato gli utenti a creare profili per altre persone.
Secondo i suoi Termini di servizio, Google Health non è considerata una "entità coperta" ai sensi della Legge sulla portabilità e responsabilità delle assicurazioni sanitarie del 1996; quindi, le leggi sulla privacy di HIPAA non si applicano ad esso.
In un articolo sul lancio di Google Health, il New York Times ha discusso dei problemi relativi alla privacy e ha affermato che "i pazienti apparentemente non hanno evitato i registri sanitari di Google a causa del fatto che le loro informazioni sulla salute personale potrebbero non essere sicure se possedute da una grande azienda tecnologica". Altri sostengono che Google Health potrebbe essere più privato dell'attuale sistema di cartelle cliniche di "carta" a causa della ridotta interazione umana.
Le reazioni post-lancio alla posizione di Google secondo cui non era un'entità coperta variavano. Alcuni erano molto negativi, come quelli di Nathan McFeters su ZDNet. Altri, compreso l'attivista di software libero/Open Source, Fred Trotter, hanno affermato che un servizio di record sanitario personale come Google Health sarebbe impossibile se fosse coperto da HIPAA.

## Concorrenti
Google Health è un record personale sanitario di servizio (PHR) i cui concorrenti primaria negli Stati Uniti sono Microsoft HealthVault, Dossia, e l'open-source Indivo progetto. Esistono numerosi altri sistemi PHR open source e proprietari, compresi quelli che competono al di fuori degli Stati Uniti.
Il 18 luglio 2011, Microsoft ha rilasciato uno strumento che consente ai clienti di Google Health di trasferire le proprie informazioni personali sull'account Microsoft HealthVault.
Il 7 dicembre 2011, MediConnect Global ha annunciato una funzionalità simile che consente agli utenti spostati di Google Health di trasferire i propri record sanitari personali su un account MyMediConnect.

## Discontinuità
Il 24 giugno 2011, Google ha annunciato che Google Health sarebbe stato sospeso. Google ha dichiarato di aver interrotto Google Health perché non ha avuto un impatto ampio come era stato previsto:
(Google, Dal blog ufficiale di Google)
Google ha continuato ad operare il sito Google Health fino al 1º gennaio 2013, e ha dato la possibilità agli utenti di scaricare dati o trasferire i dati a Microsoft HealthVault.